# روبرت هاليغان
روبرت هاليغان (بالإنجليزية: Robert Halligan)‏ هو مهندس أمريكي، ولد في 1926 في ألبيون في الولايات المتحدة، وتوفي في 15 فبراير 1999 في سان رافاييل في الولايات المتحدة.